# Jardin Anne-Frank
Jardin Anne-Frank är en park i Paris, belägen vid Impasse Berthaud i 3:e arrondissementet. Parken är uppkallad efter Anne Frank. Vid invigningen 2007 planterades ett skott från Anne Franks träd i Amsterdam.